# 瑞典電視台國際頻道
瑞典電視台國際頻道（瑞典語：SVT World）是瑞典電視台一條曾經在1988年至2017年期間存在的衛星電視頻道，主要播放瑞典電視台各類自製電視節目。這條頻道當時使用「Thaicom 5」衛星向非洲、亞洲和澳洲廣播，並透過「Eutelsat 9B」衛星向歐洲播放。